# Mas Canet
Mas Canet és una obra del municipi d'Artés (Bages) inclosa en l'Inventari del Patrimoni Arquitectònic de Catalunya.

## Descripció
Es tracta d'una construcció civil; una masia d'estructura clàssica formada per un cos de planta quadrada amb la façana principal orientada a migdia i coberta a quatre vessants amb els careners paral·lels. Aquest és el model que segons Danés és el precedent de la casa senyorial; té la masia de Can Canet una torratxa o llanterna que il·lumina l'escala principal i ocupa el centre de la masia. Al costat de tramuntana la masia té una cos agregat amb un porxo d'arcs de mig punt que continua a la façana de ponent i que fa de galeria, precedint l'entrada a la casa. L'exterior és totalment arrebossat.

## Història
La Masia de Can Canet és documentada des del segle xvi; concretament "Onophre Canet" és esmentat en el fogatge de l'any 1553 com un dels habitants de la parròquia i terme d'Artés i Horta.